# 米逸颖
米逸颖（1944年—），汉族，中华人民共和国政治人物、第十一届全国政协委员。
担任北京医院中医科主任医师。2008年，当选第十一届全国政协委员，代表无党派人士，分入第十五组。
1996年12月12日至1997年1月24日参加中国政府派出的四人医疗专家组，赴河内为越南国家主席黎德英治疗蛛网膜下腔出血、脑溢血和高血压病。